# Sierra de La Cabrera (Madrid)
La sierra de La Cabrera es una estribación rocosa de la Cuerda Larga —uno de los macizos más importantes de la sierra de Guadarrama (Sistema Central)—, que integra el mayor macizo granítico de la zona oriental de esta sierra. Se localiza en la Comunidad de Madrid, España, al norte del municipio del mismo nombre y al este de Valdemanco. Es accesible desde la autopista A-1 (Madrid-Burgos), a la altura del kilómetro 60.
Es uno de los montes-isla más importantes de la vertiente sur guadarrameña, denominación que se refiere a aquellas elevaciones montañosas que aparecen separadas de la alineación principal. Sus principales cumbres son Cancho Gordo, de 1563 m s. n. m.
y el Pico de la Miel, de 1392 m s. n. m.
y su longitud es de aproximadamente cuatro kilómetros.

## Medio físico

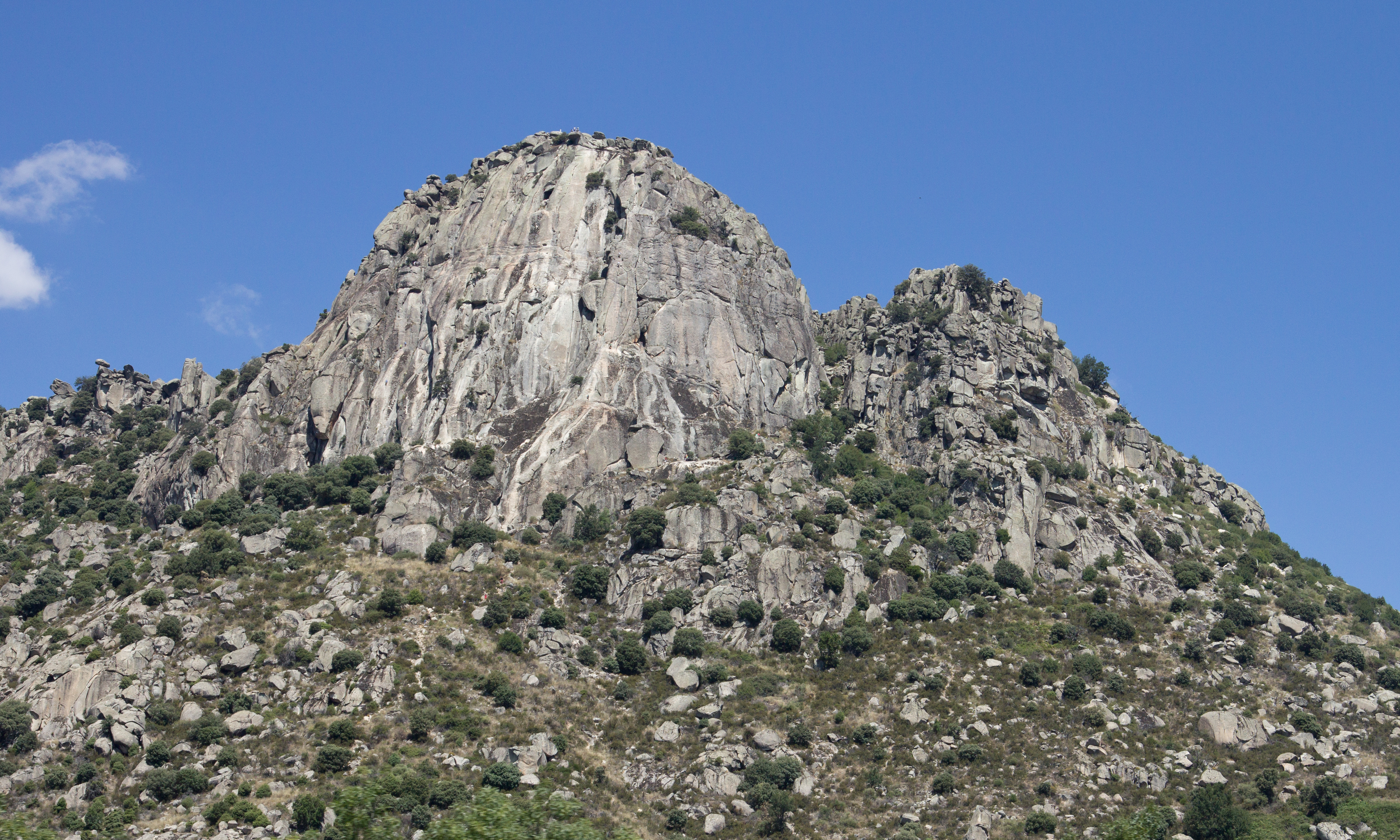
Pico de la Miel, en el extremo oriental de la Sierra de La Cabrera.

En términos geológicos, la Sierra de La Cabrera presenta un carácter aislado, producto de una erosión diferencial. Está formada por rocas plutónicas, con dos tipos de granito, de grano fino y grueso, que resultan especialmente visibles en las laderas meridionales. Estas presentan un relieve muy escarpado, con paredes rocosas casi verticales, muy diferente al de la vertiente septentrional, caracterizada por una pendiente más suave. En el entorno de la sierra, aparecen rocas sedimentarias, fundamentalmente calizas, y también metamórficas. 
Desde el punto de vista geomorfológico, el paisaje está conformado principalmente por pedrizas y berrocales, de forma redondeada en las zonas de menor altura y aguda en las cumbres. Hidrográficamente, la sierra es escasa en manantiales y arroyos.

## Fauna y flora

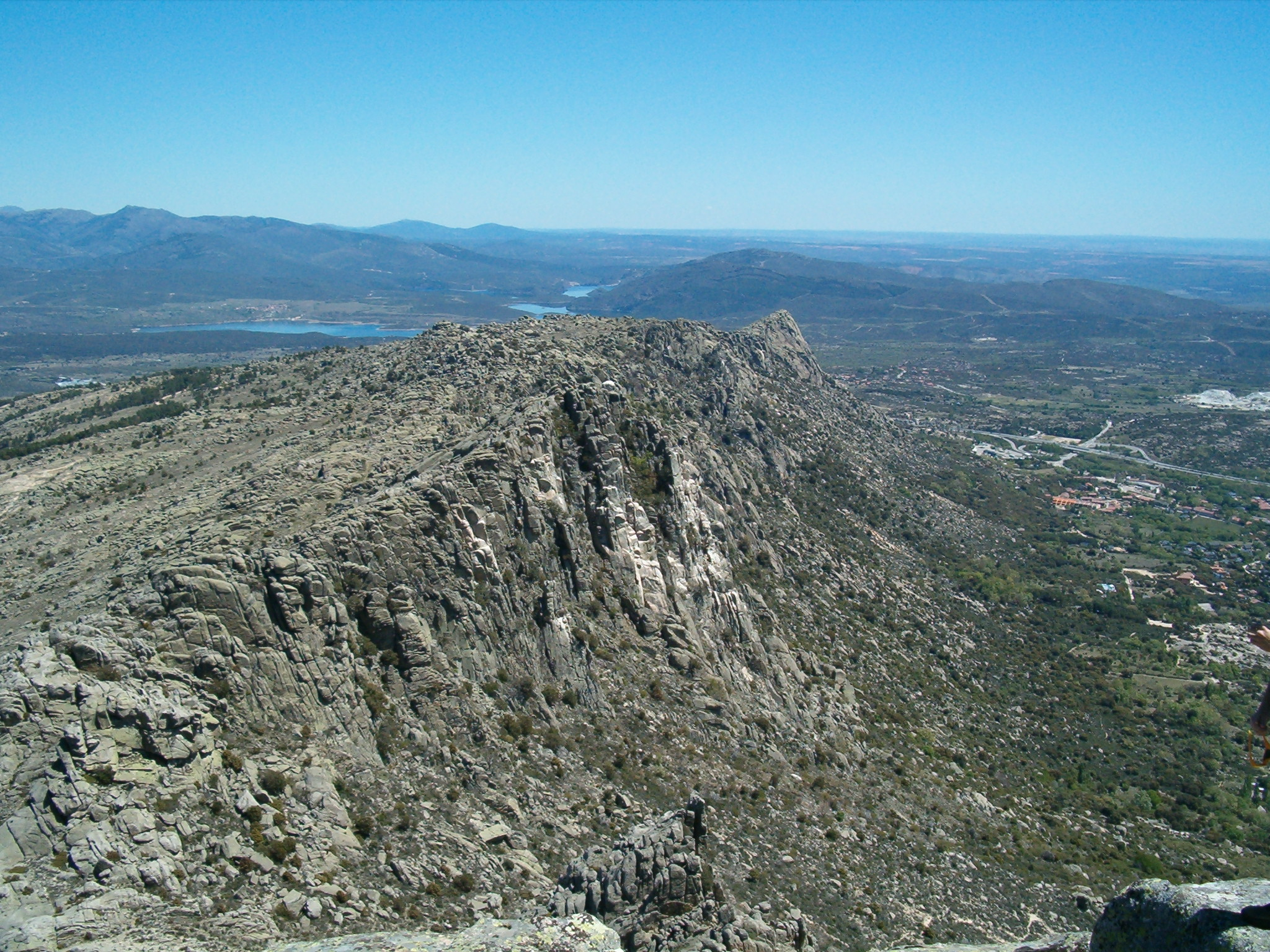
Vista general de la sierra desde el Cancho Gordo (extremo oeste).

En lo que respecta a la vegetación, el melojo (variedad del roble) puebla el llano situado al pie de la sierra. Conforme se gana en altura, este árbol es sustituido por la encina, el enebro y, en la cara norte, el pino resinero. La jara pringosa se adueña del paraje en sus zonas más altas, junto a los berrocales. En relación con la fauna, en la vertiente meridional son abundantes el conejo, el lirón careto, la comadreja, la lagartija colilarga, el murciélago común, la paloma torcaz, el mochuelo y la urraca, entre otras especies. La ladera norte reúne poblaciones tanto de mamíferos (tejón, garduña, gineta y liebre) como de aves (milano real, azor, codorniz, herrerillo común, zorzal real, carbonero y bisbita campestre).

## Valores histórico-artísticos

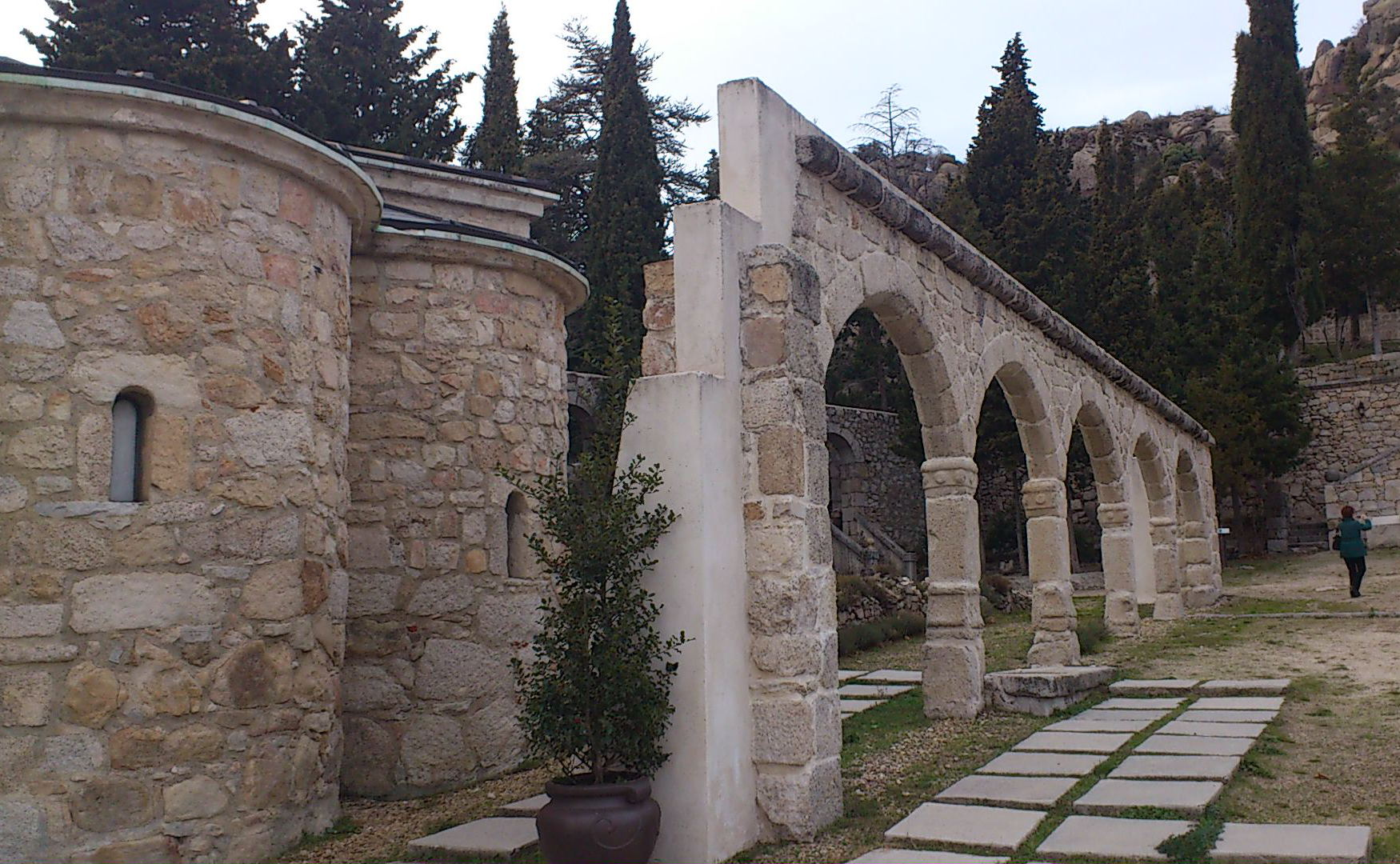
Convento de San Antonio.

En la sierra de La Cabrera se encuentra el convento de San Antonio, construido en estilo románico, aunque presenta transformaciones posteriores. Fue fundado en el siglo xi o xii y, en el xiv, pasó a formar parte de la Orden de San Francisco, quedando bajo la advocación de San Antonio de Padua.
La «Tumba del Moro» es un conjunto de tumbas antropomorfas, situadas en la carretera que une los pueblos de La Cabrera y Valdemanco. No se conoce su origen, pero tal vez pueda tratarse de un enterramiento paleocristiano. 
Entre las cumbres del Cancho de la Cabeza, se encuentran los restos del Castro de la Cabeza, que se extiende cuesta abajo, a través de terrazas. Es probable que sea un poblado ibérico. La Cañada Real de Extremadura discurre por el entorno de la sierra de La Cabrera, de norte a sur.

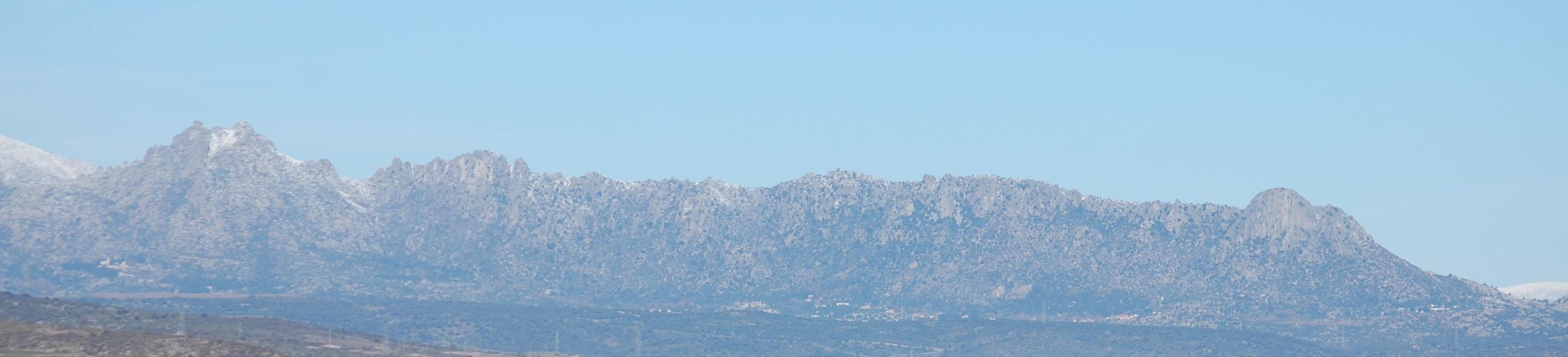
Cara sur de la sierra de la Cabrera.